# Mbabane
Mbabane Szváziföld fővárosa. 2003-as becslések szerint 70 000 lakosa volt. Az adminisztrációt 1902-ben költöztették át Szváziföld legnépesebb településéről, Manziniből.

## Földrajz
A város a Mbabane folyó és annak mellékfolyója, a Polinjane folyó mentén helyezkedik el, a Mdimba-hegységben.

### Éghajlat
Mbabane trópusi szavanna klímáját az 1160 méteres tengerszint feletti magasság, valamint a várost övező hegykoszorú kedvezően befolyásolja, ezért az országban élő európaiak zöme is itt telepedett le. Az évi átlag 16,8 °C-os középhőmérséklettől a leghűvösebb (június:12 °C) és a legmelegebb hónap (január:20 °C) alig tér el. Ezzel szemben a napi hőmérséklet-ingadozás nagy, az éjszakák még nyáron is hűvösek, sőt a téli hónapokban fagy is előfordulhat.
A nagy mennyiségű, átlag 1142 milliméter csapadék nagy része az októbertől márciusig tartó ködös, borongós nyáron hull le, sokszor heves esőzések formájában.
| Hónap                         | Jan. | Feb. | Már. | Ápr. | Máj. | Jún. | Júl. | Aug. | Szep. | Okt. | Nov. | Dec. | Év   |
| ----------------------------- | ---- | ---- | ---- | ---- | ---- | ---- | ---- | ---- | ----- | ---- | ---- | ---- | ---- |
| Rekord max. hőmérséklet (°C)  | 37,0 | 37,2 | 35,7 | 32,4 | 26,7 | 23,3 | 23,2 | 28,3 | 31,6  | 34,2 | 36,6 | 36,9 | 37,2 |
| Átlagos max. hőmérséklet (°C) | 27,5 | 27,1 | 25,6 | 23,7 | 19,3 | 16,4 | 16,6 | 19,2 | 22,7  | 24,0 | 27,8 | 29,0 | 23,2 |
| Átlagos min. hőmérséklet (°C) | 15,4 | 15,5 | 13,4 | 8,7  | 6,2  | 4,6  | 4,4  | 7,1  | 10,0  | 12,1 | 14,8 | 15,5 | 10,6 |
| Rekord min. hőmérséklet (°C)  | 10,0 | 9,8  | 6,7  | 3,2  | −2,9 | −4,5 | −4,1 | 0,0  | 2,2   | 5,7  | 9,2  | 10,1 | −4,5 |
| Átl. csapadékmennyiség (mm)   | 166  | 99   | 102  | 61   | 23   | 10   | 16   | 24   | 33    | 31   | 78   | 110  | 753  |

## Története
Mozambikban a déli bantukhoz tartozó szvázi  törzsek előörsei már a 18. század közepén megjelentek, azonban azt csak a 19. század közepén foglalták el. Függetlenségük rövid idejű volt, az 1800-as évek végén búr védnökséget kényszerítettek rájuk, majd 1906-tól brit főbiztosok kezében volt a tényleges hatalom. Az angolok itt alakították ki közigazgatási központjukat. A hely e célra való kiválasztásában döntő szerepet játszott a város tengerszint feletti magassága, mivel a maláriát terjesztő szúnyogfaj nem kedveli a nagy magasságot.

## Gazdaság

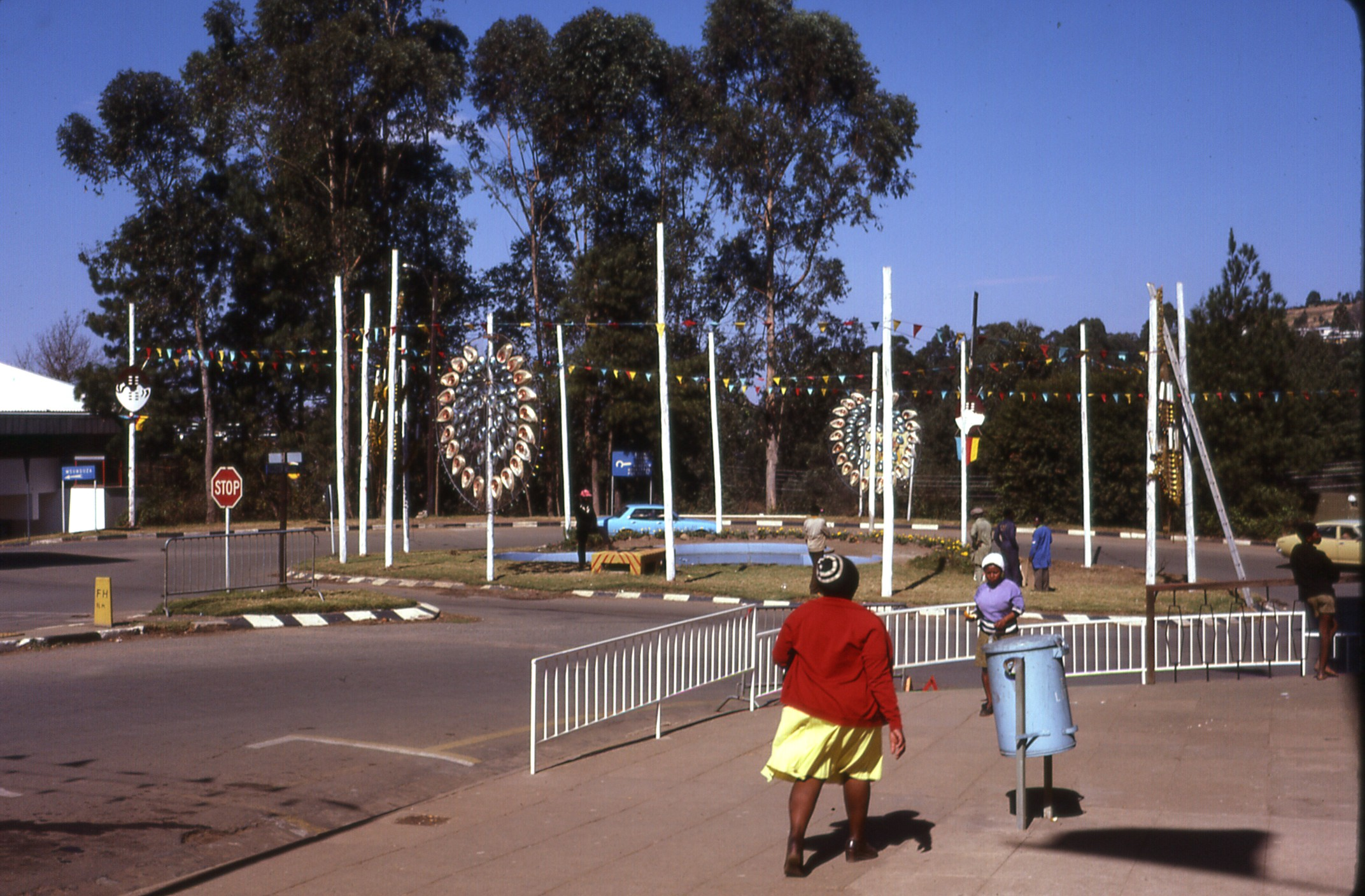
Mbabane

A város közelében ónércet, azbesztet, aranyat, kaolint és csillámot bányásznak. Mbabane fejlődését nagymértékben előmozdította az 1964-ben megépített 233 km hosszúságú vasútvonal, melyen a Ngwenya körzetében bányászott vasércet szállítják a mozambiki Matola Rio konténerkikötőjéhez. A bányavidéket részben vasúton és közúton a főváros látja élelmiszerekkel és más fogyasztási cikkekkel. Jelentős még a turizmus és a cukorexport is.

## Testvértelepülések
- Fort Worth, Amerikai Egyesült Államok
- Tajpej, Tajvan